# Loxaspilates obliquaria
Loxaspilates obliquaria là một loài bướm đêm trong họ Geometridae.